# Rocquemont (Seine-Maritime)
Pour les articles homonymes, voir Rocquemont.
Rocquemont est une commune française située dans le département de la Seine-Maritime en région Normandie.

## Géographie

### Localisation
|          | Saint-Martin-Osmonville |                      |
| Critot   | Rocquemont              | Montérolier          |
| Yquebeuf | Estouteville-Écalles    | Bosc-Roger-sur-Buchy |

Ce village est composé de plusieurs hameaux : 
- le Grand Parc
- le Petit Parc
- Beaumont
- le Tremblay
- le Petit Rocquemont

À environ 25 km de Rouen et 3 km de Buchy, ce village reste très rural.

### Hydrographie
La commune est située dans le bassin Seine-Normandie. Elle n'est drainée par aucun cours d'eau,.

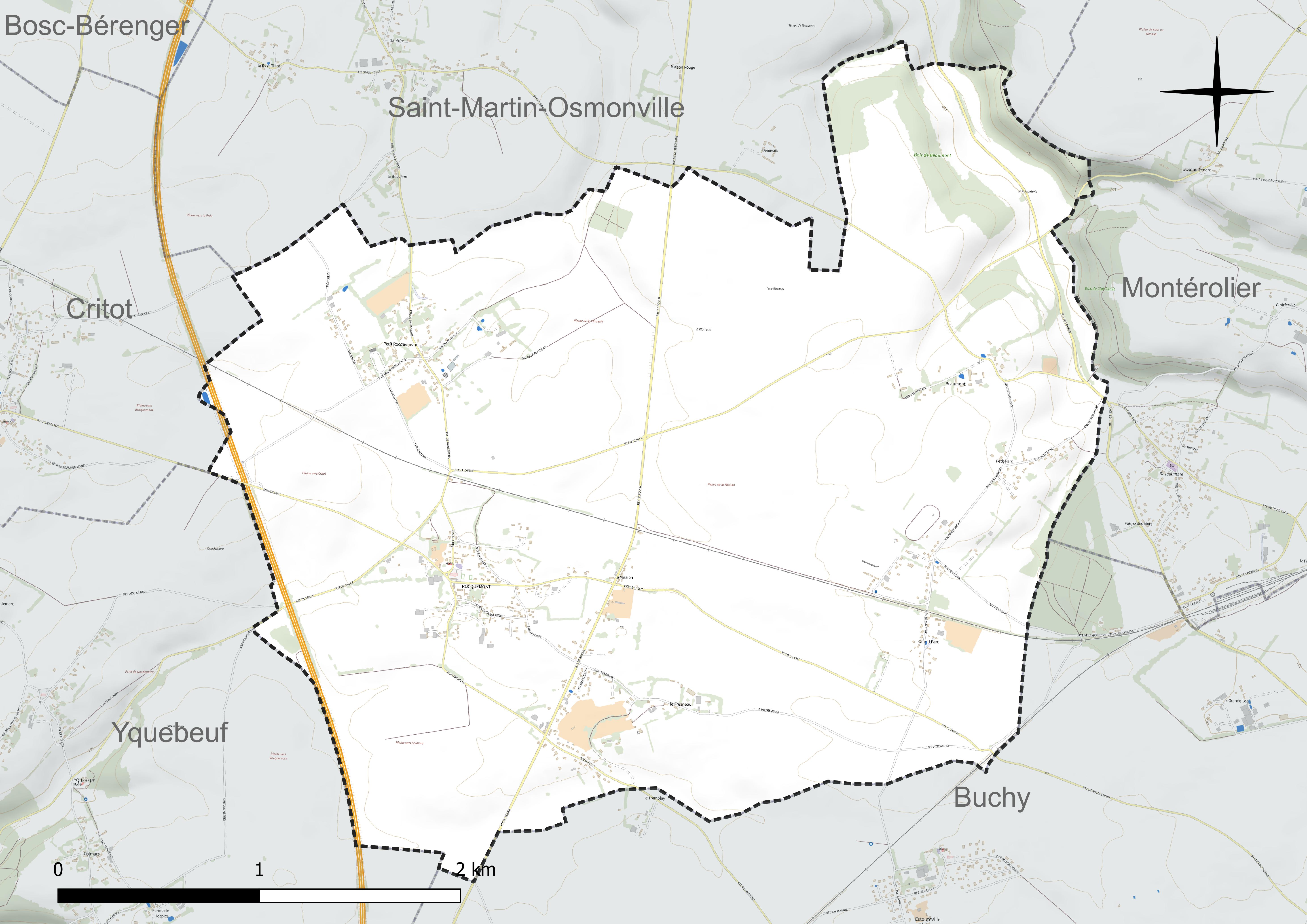
Réseau hydrographique de Rocquemont.

### Climat
Pour des articles plus généraux, voir Climat de la Normandie et Climat de la Seine-Maritime.
En 2010, le climat de la commune est de type climat océanique dégradé des plaines du Centre et du Nord, selon une étude du CNRS s'appuyant sur une série de données couvrant la période 1971-2000. En 2020, Météo-France publie une typologie des climats de la France métropolitaine dans laquelle la commune est exposée à un climat océanique et est dans la région climatique Côtes de la Manche orientale, caractérisée par un faible ensoleillement (1 550 h/an) ; forte humidité de l’air (plus de 20 h/jour avec humidité relative > 80 % en hiver), vents forts fréquents. Parallèlement le GIEC normand, un groupe régional d’experts sur le climat, différencie quant à lui, dans une étude de 2020, trois grands types de climats pour la région Normandie, nuancés à une échelle plus fine par les facteurs géographiques locaux. La commune est, selon ce zonage, exposée à un « climat maritime », correspondant au Pays de Caux, frais, humide et pluvieux, légèrement plus frais que dans le Cotentin.
Pour la période 1971-2000, la température annuelle moyenne est de 9,9 °C, avec une amplitude thermique annuelle de 14,5 °C. Le cumul annuel moyen de précipitations est de 848 mm, avec 12,9 jours de précipitations en janvier et 8,9 jours en juillet. Pour la période 1991-2020, la température moyenne annuelle observée sur la station météorologique la plus proche, située sur la commune de Forges-les-Eaux à 19 km à vol d'oiseau, est de 10,7 °C et le cumul annuel moyen de précipitations est de 860,1 mm,. Pour l'avenir, les paramètres climatiques de la commune estimés pour 2050 selon différents scénarios d’émission de gaz à effet de serre sont consultables sur un site dédié publié par Météo-France en novembre 2022.

## Urbanisme

### Typologie
Au 1er janvier 2024, Rocquemont est catégorisée commune rurale à habitat dispersé, selon la nouvelle grille communale de densité à sept niveaux définie par l'Insee en 2022.
Elle est située hors unité urbaine. Par ailleurs la commune fait partie de l'aire d'attraction de Rouen, dont elle est une commune de la couronne,. Cette aire, qui regroupe 317 communes, est catégorisée dans les aires de 200 000 à moins de 700 000 habitants,.

### Occupation des sols
L'occupation des sols de la commune, telle qu'elle ressort de la base de données européenne d’occupation biophysique des sols Corine Land Cover (CLC), est marquée par l'importance des territoires agricoles (96,7 % en 2018), une proportion identique à celle de 1990 (96,7 %). La répartition détaillée en 2018 est la suivante : 
terres arables (69,6 %), prairies (24,4 %), forêts (3,3 %), zones agricoles hétérogènes (2,8 %). L'évolution de l’occupation des sols de la commune et de ses infrastructures peut être observée sur les différentes représentations cartographiques du territoire : la carte de Cassini (XVIIIe siècle), la carte d'état-major (1820-1866) et les cartes ou photos aériennes de l'IGN pour la période actuelle (1950 à aujourd'hui).

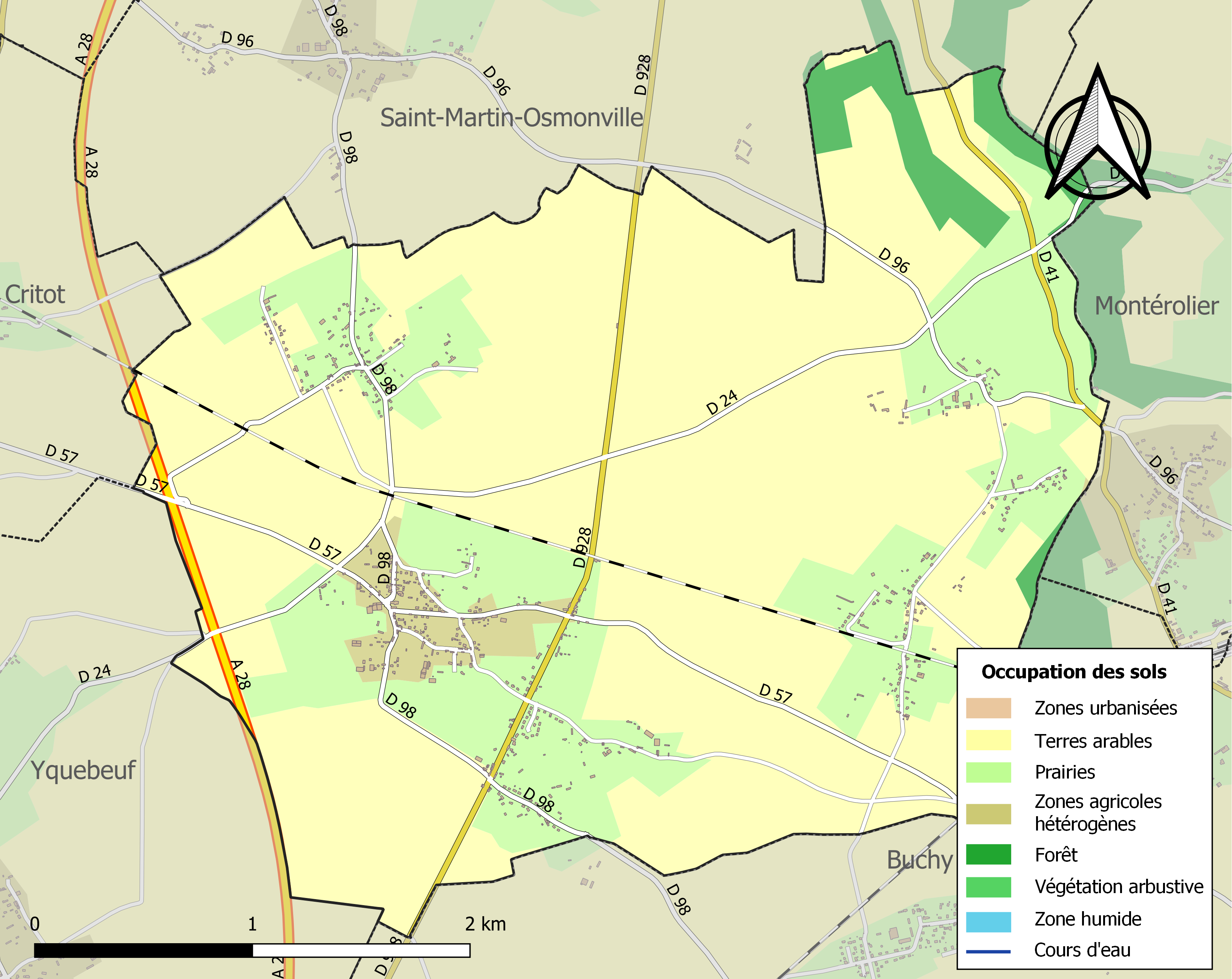
Carte des infrastructures et de l'occupation des sols de la commune en 2018 (CLC).

## Toponymie
Le nom de la localité est attesté sous les formes In Rocamonte et in Baienello en 1189; Heuduino de Rokemont en 1199; In Rocamonte fin du XIIe siècle; Ecclesia de Roquemont vers 1240; Roquemont en 1319, en 1337 et en 1431; Rocquemont en 1715.
Ce toponyme est une formation médiévale en -mont. L'appellatif toponymique mont a le sens ancien de « hauteur, colline, mont » et est issu du gallo-roman MONTE, lui-même de l'accusatif singulier montem du latin mons, montis « mont, élévation de terrain, montagne ». Le premier élément roque est la forme normanno-picarde correspondant au français roche, tous deux procédant du gallo-roman ROCA, d'origine celtique (gaulois). cf. breton roc'h. Il signifie « roche » mais aussi « fortification sur une roche », puis « château ».

## Histoire
- 1823 : Rocquemont absorbe Beaumont-Beuzemouchel.

## Politique et administration
| Période                                  | Période                   | Identité                                | Étiquette | Qualité                                                 |
| ---------------------------------------- | ------------------------- | --------------------------------------- | --------- | ------------------------------------------------------- |
| Les données manquantes sont à compléter. |                           |                                         |           |                                                         |
|                                          | 1822                      | Jean Baptiste Louis Duperré de Beaumont |           |                                                         |
| 1824                                     |                           | Louis-Jean Septavaux                    |           |                                                         |
| 1854                                     | 1856                      | Guébert                                 |           |                                                         |
| 1858                                     |                           | François Étienne Cauchois               |           |                                                         |
| avant 1988                               |                           | Jean Costa                              | PS        |                                                         |
| Les données manquantes sont à compléter. |                           |                                         |           |                                                         |
| mars 2001                                | En cours (au 29 mai 2020) | Christian Lefebvre                      |           | Fonctionnaire de police Réélu pour le mandat 2020-2026, |

## Démographie
L'évolution du nombre d'habitants est connue à travers les recensements de la population effectués dans la commune depuis 1793. Pour les communes de moins de 10 000 habitants, une enquête de recensement portant sur toute la population est réalisée tous les cinq ans, les populations de référence des années intermédiaires étant quant à elles estimées par interpolation ou extrapolation. Pour la commune, le premier recensement exhaustif entrant dans le cadre du nouveau dispositif a été réalisé en 2008.

En 2022, la commune comptait 762 habitants, en évolution de −5,93 % par rapport à 2016 (Seine-Maritime : +0,35 %, France hors Mayotte : +2,11 %).
| 1793 | 1800 | 1806 | 1821 | 1831 | 1836 | 1841 | 1846 | 1851 |
| ---- | ---- | ---- | ---- | ---- | ---- | ---- | ---- | ---- |
| 468  | 499  | 466  | 497  | 648  | 656  | 602  | 574  | 610  |

| 1856 | 1861 | 1866 | 1872 | 1876 | 1881 | 1886 | 1891 | 1896 |
| ---- | ---- | ---- | ---- | ---- | ---- | ---- | ---- | ---- |
| 603  | 577  | 584  | 580  | 558  | 503  | 507  | 485  | 462  |

| 1901 | 1906 | 1911 | 1921 | 1926 | 1931 | 1936 | 1946 | 1954 |
| ---- | ---- | ---- | ---- | ---- | ---- | ---- | ---- | ---- |
| 428  | 463  | 508  | 427  | 379  | 365  | 395  | 353  | 398  |

| 1962 | 1968 | 1975 | 1982 | 1990 | 1999 | 2006 | 2008 | 2013 |
| ---- | ---- | ---- | ---- | ---- | ---- | ---- | ---- | ---- |
| 353  | 353  | 384  | 396  | 453  | 606  | 754  | 797  | 816  |

| 2018 | 2022 | - | - | - | - | - | - | - |
| ---- | ---- | - | - | - | - | - | - | - |
| 795  | 762  | - | - | - | - | - | - | - |

## Culture locale et patrimoine

### Lieux et monuments
- L'église Notre-Dame, reconstruite en 1870, abrite un autel en bois sculpté datant du XVIIe siècle et des fonts baptismaux du XIIIe siècle.
- Le seul monument de ce village est un château.

### Personnalités liées à la commune
- Jean-François Godescard (1728-1800), chanoine de Saint-Honoré de Paris et traducteur de la Vie des Saints de Alban Butler.
- Jean-Baptiste Duperré du Veneur (1724-1811), seigneur de Saint-Léonard de Beaumont-Boscmouchel, du grand et du petit parc Mariollant, du Tremblay, de la Heuze et du Veneur, maire de Rouen (1785-1788).